# Entre l'amour et l'amitié
Pour les articles homonymes, voir Brown of Harvard.
Pour plus de détails, voir Fiche technique et Distribution.
Entre l'amour et l'amitié (Brown of Harvard) est un film américain réalisé par Harry Beaumont et sorti en 1918.

## Fiche technique
- Titre original : Brown of Harvard
- Réalisation : Harry Beaumont
- Scénario :  Harry Beaumont, d'après Rida Johnson Young et le roman de Gilbert Colman
- Production : Perfection Pictures, Selig Polyscope Company
- Producteur : William Nicholas Selig
- Date de sortie : 1918

## Distribution

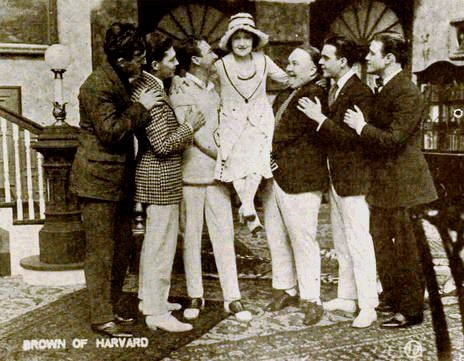
Photo des principaux acteurs du film dans Moving Picture World en juin 1919.

- Tom Moore : Tom Brown
- Hazel Daly : Evelyn Ames
- Sidney Ainsworth : Victor Colton
- Warner Richmond : Claxton Madden
- Walter McGrail : Gerald Thorne
- Nancy Winston : Marian Thorne
- Alice Gordon : Mrs. Ames
- Kempton Greene : Wilton Ames
- Walter Hiers : Tubby
- Johnnie Walker : Jean